# Sonnenborgh (Utrecht)

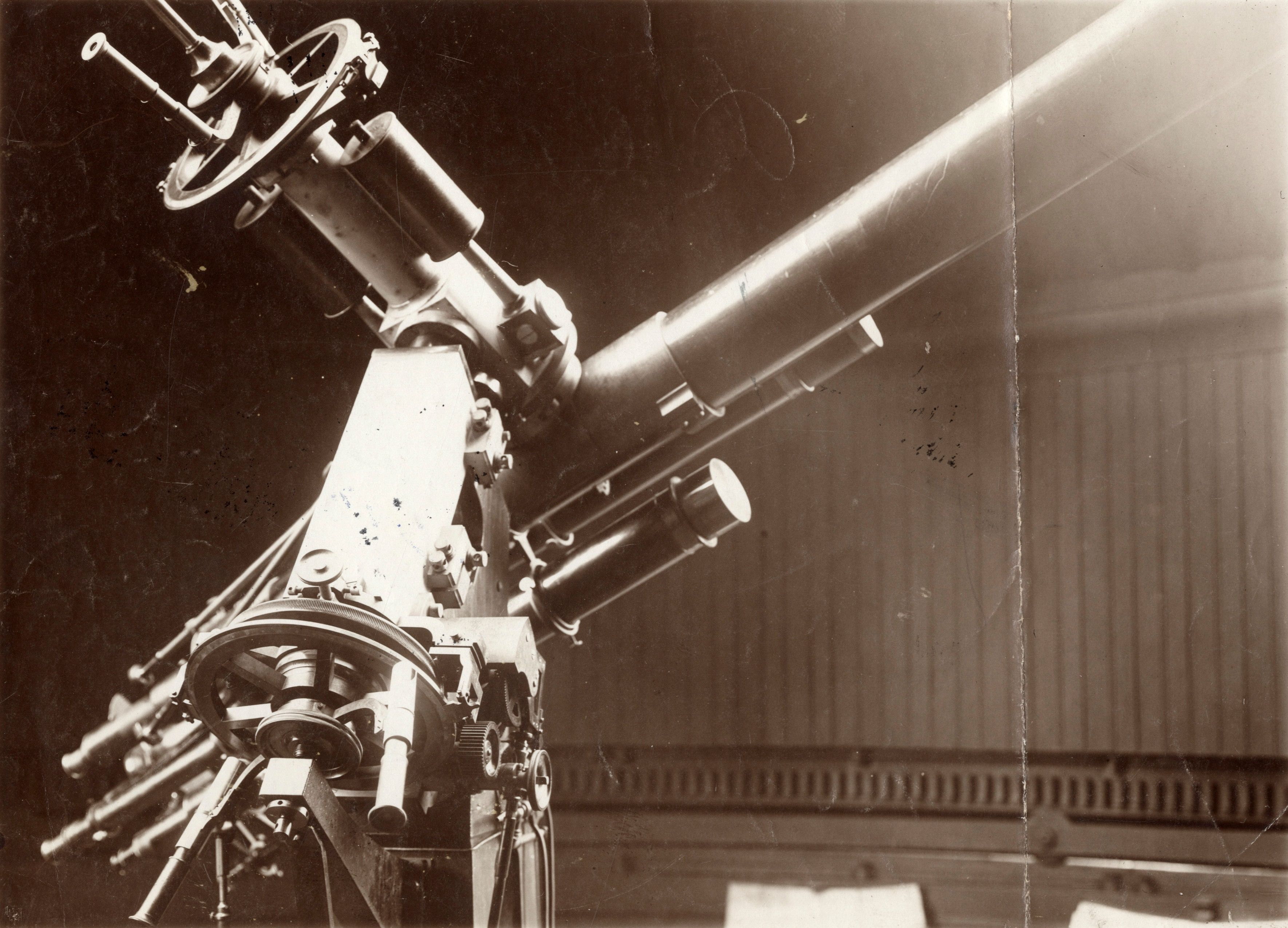
Telescoop in 1909

Sonnenborgh is een bolwerk en publiekssterrenwacht in het Zocherpark in de Nederlandse stad Utrecht. Het werd in 2021 door de European Physical Society benoemd tot "Historic site".

## Bolwerk
Keizer Karel V liet ter verdediging van de stad Utrecht tussen 1544 en 1558 vier stenen bolwerken aanleggen aan de binnenkant van de Stadsbuitengracht. Sonnenborgh is daar een van. Het werd onder leiding van stadsbouwmeester Willem van Noort gebouwd en kon in 1552 in gebruik worden genomen. De andere waren aan de zuidkant van de stad Manenborgh (1553-1554) en Sterrenburg (1554), met aan de noordkant Morgenster (ca. 1544). Sonnenborgh is gelegen in de zuidoostelijke hoek van de binnenstad aan de singel.
In 1636 werd de Universiteit Utrecht opgericht en het bolwerk werd in 1639 door de hoogleraar plantkunde Regius deels voorzien van een academische kruidentuin tot in 1724 de tuin naar de Lange Nieuwstraat in Utrecht verhuisde (de huidige Oude Hortus).

## Observatorium

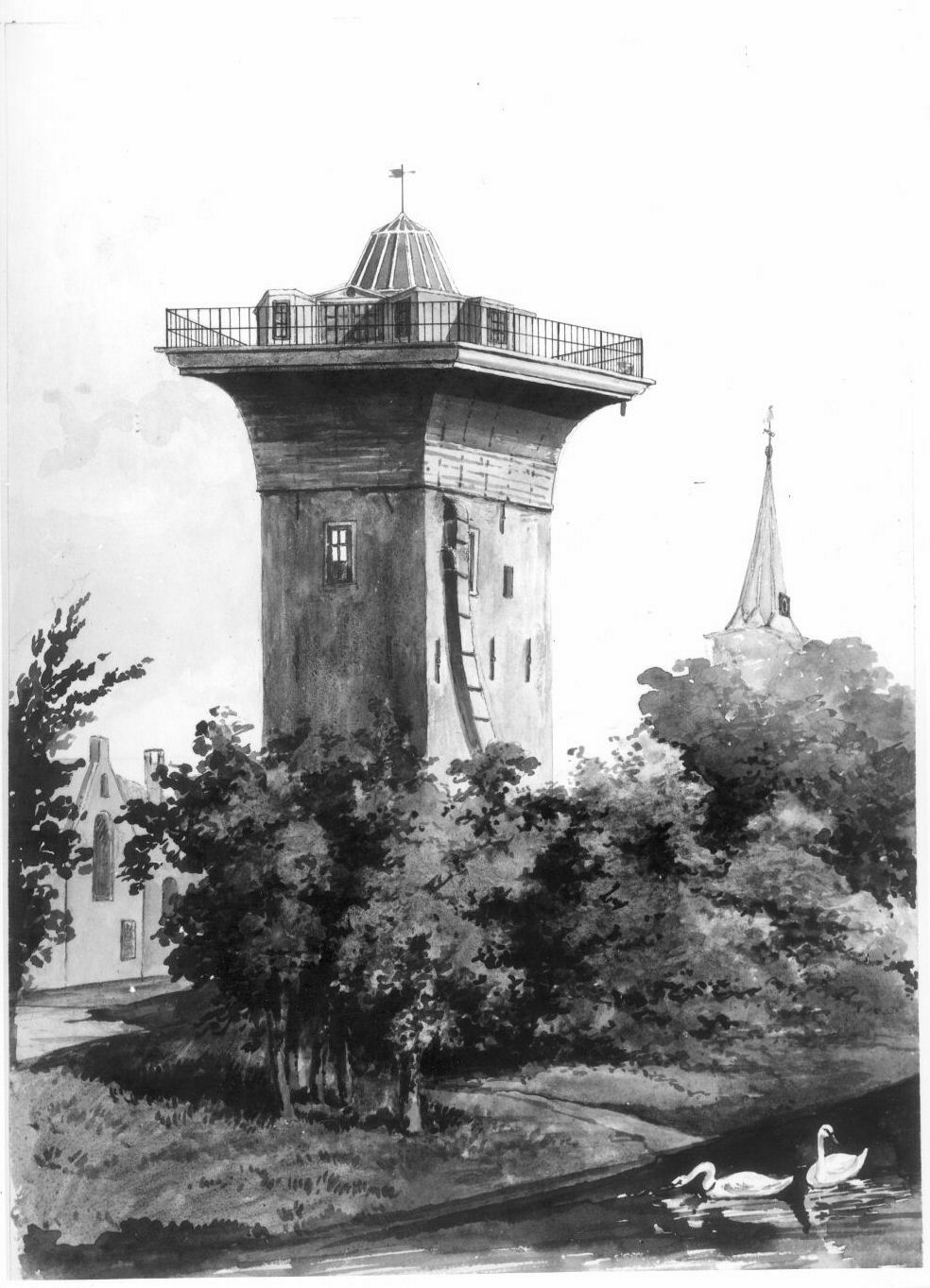
De Smeetoren in 1852

De hoogleraar Buys Ballot zorgde er medio 19e eeuw voor dat de Sterrenwacht van de Smeetoren, waar reeds meteorologische waarnemingen werden gedaan, naar de Sonnenborgh verhuisde. Na de chemie richtte Buys Ballot zich vooral op meteorologie en in 1854 richtte hij op deze plaats het Koninklijk Nederlands Meteorologisch Instituut (KNMI) op.
Na het vertrek van het KNMI naar De Bilt in 1897, onder leiding van directeur Maurits Snellen, stond Sonnenborgh weer geheel in het teken van de sterrenwacht. Bekende onderzoekers die met de Sonnenborgh in sterrenkundig opzicht verbonden waren zijn Marcel Minnaert en Kees de Jager. Andere directeuren van de sterrenwacht waren Jean Abraham Chrétien Oudemans, Martin Hoek, en Albertus Antonie Nijland. De laatste directeur was Christoph Keller. Onderzoek concentreerde zich op de studie van de zon. Een belangrijke publicatie was in 1940 de Utrecht Atlas van het spectrum van de zon.

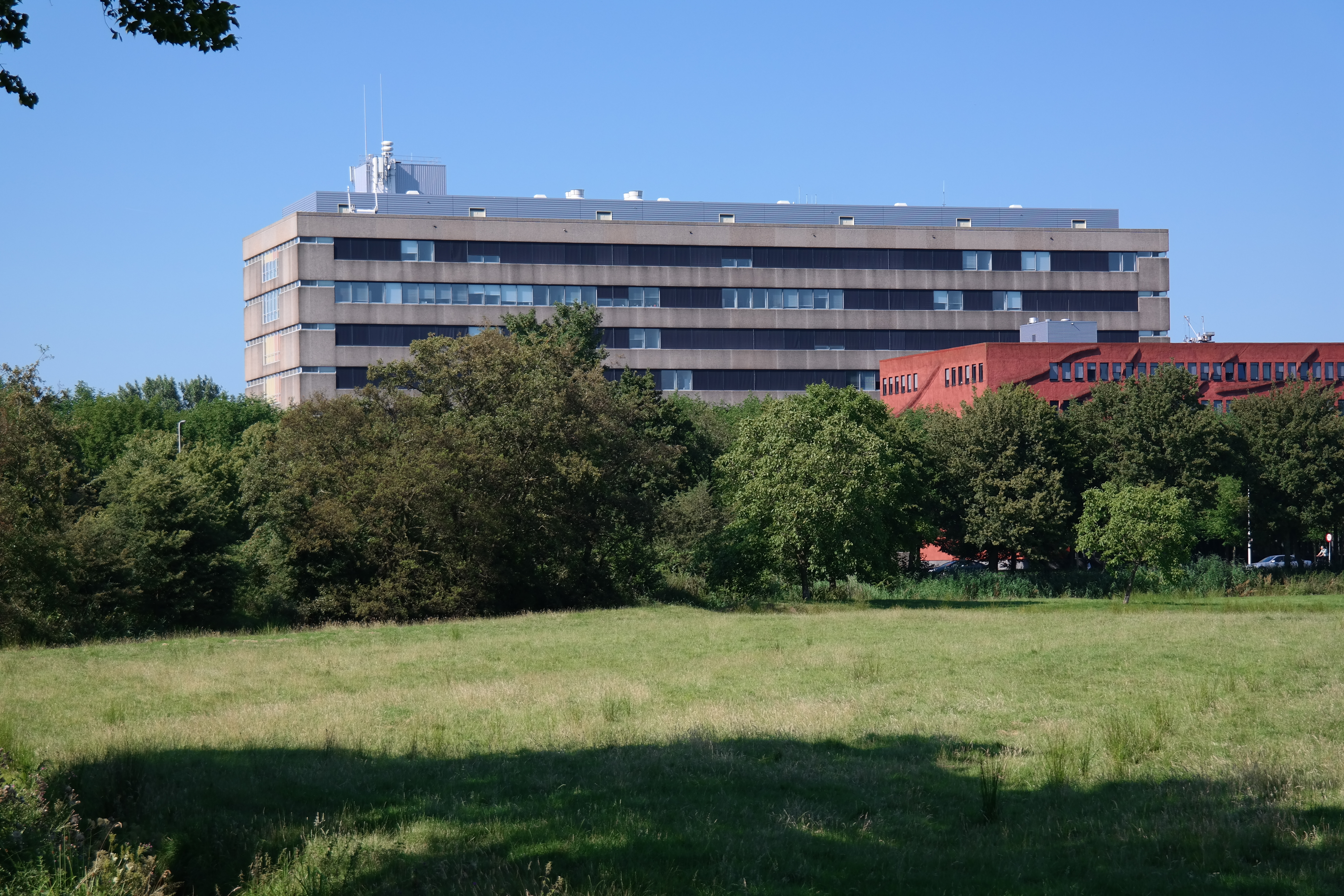
Buys Ballotgebouw

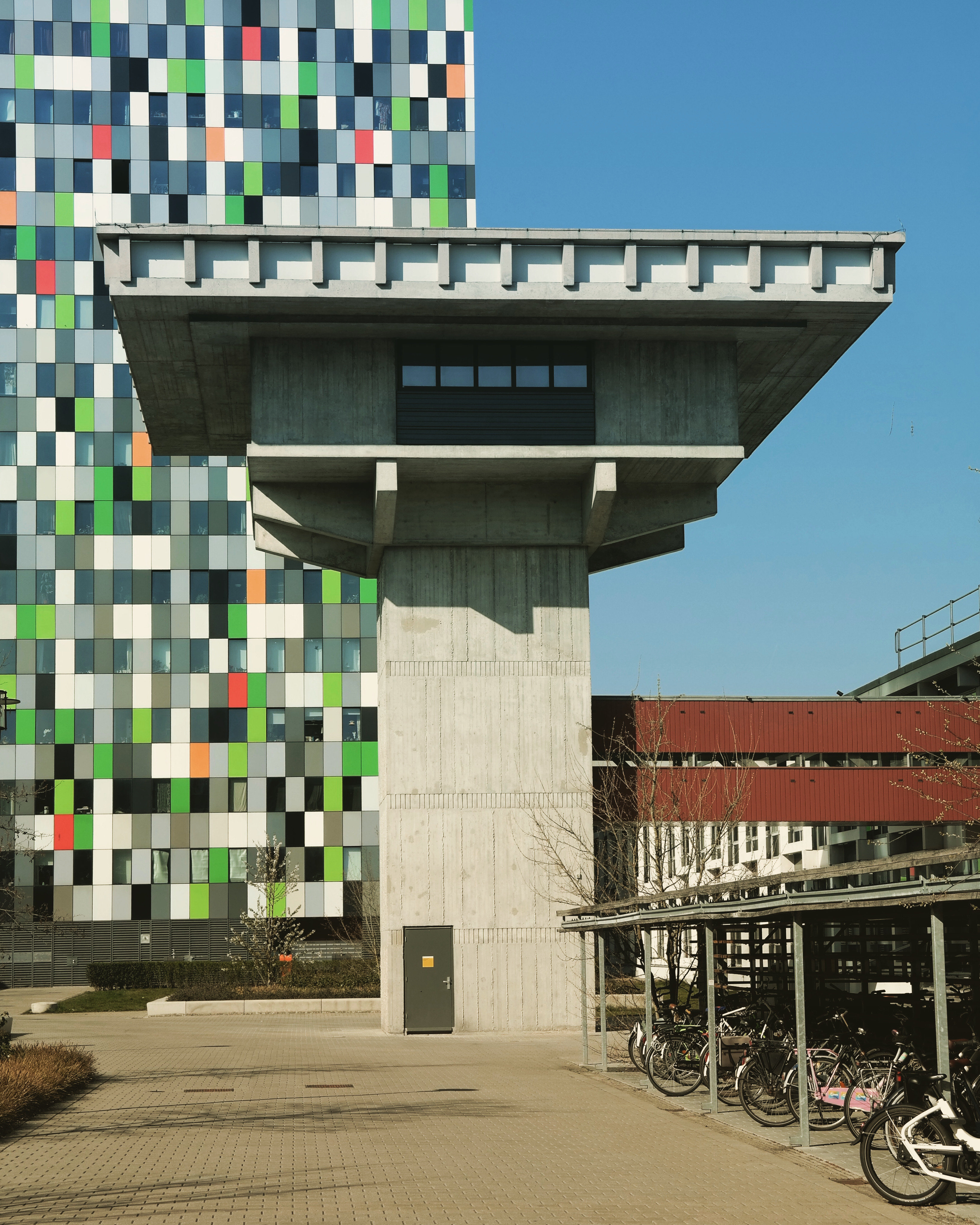
Sterrentoren

Het sterrenkundig Instituut is in 1987 verhuisd van de Sonnenborgh naar het Buys Ballot Laboratorium in De Uithof. Daar was al in 1983 de Stichting Ruimte Onderzoek Nederland gevestigd. Daar stond ook sinds 1962 een Sterrentoren met plaats voor telescopen, maar deze is nooit gebruikt.
Het sterrenkundig instituut in Utrecht is in 2012 opgeheven.
Stichting De Koepel was tot eind 2013 gevestigd in Sonnenborgh.

## Museum
Nu is er Sonnenborgh - museum & sterrenwacht gevestigd, een publiekssterrenwacht en een museum voor weerkunde, sterrenkunde en bastiongeschiedenis.

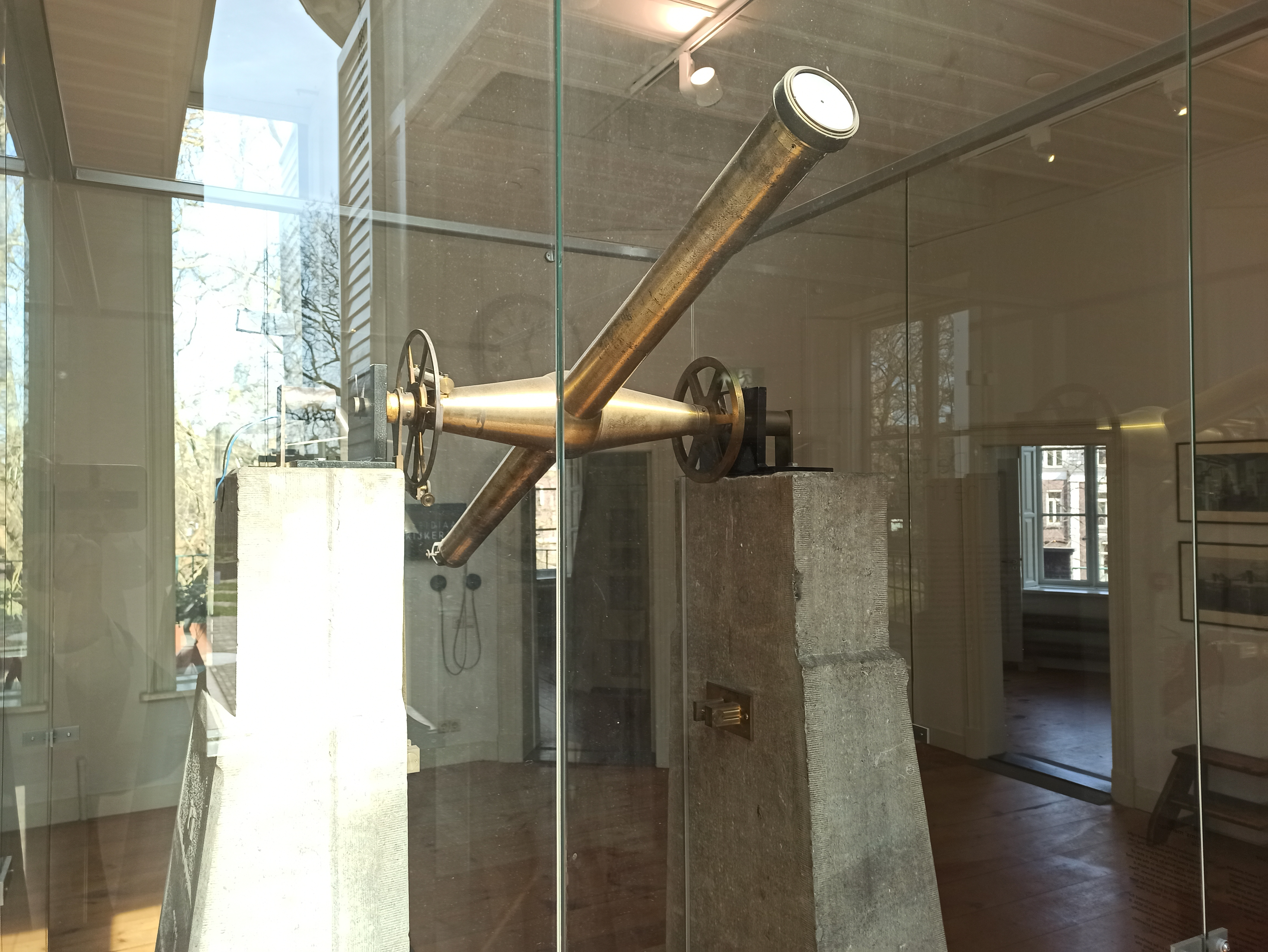
Meridiaankijker

Veel grote steden hadden vroeger een eigen sterrenwacht om de tijd te meten. Ook de Meridiaanzaal van Sonnenborgh is speciaal daarvoor gebouwd. Met de meridiaankijker die daar staat (gemaakt in 1824 door William Simms) konden sterrenkundigen precies meten hoe laat het was. De telescoop staat gericht langs de meridiaan, een lijn die precies van het noorden naar het zuiden loopt. Als je door de kijker kijkt, kan je zien hoe laat een bepaalde ster langs de meridiaan komt.

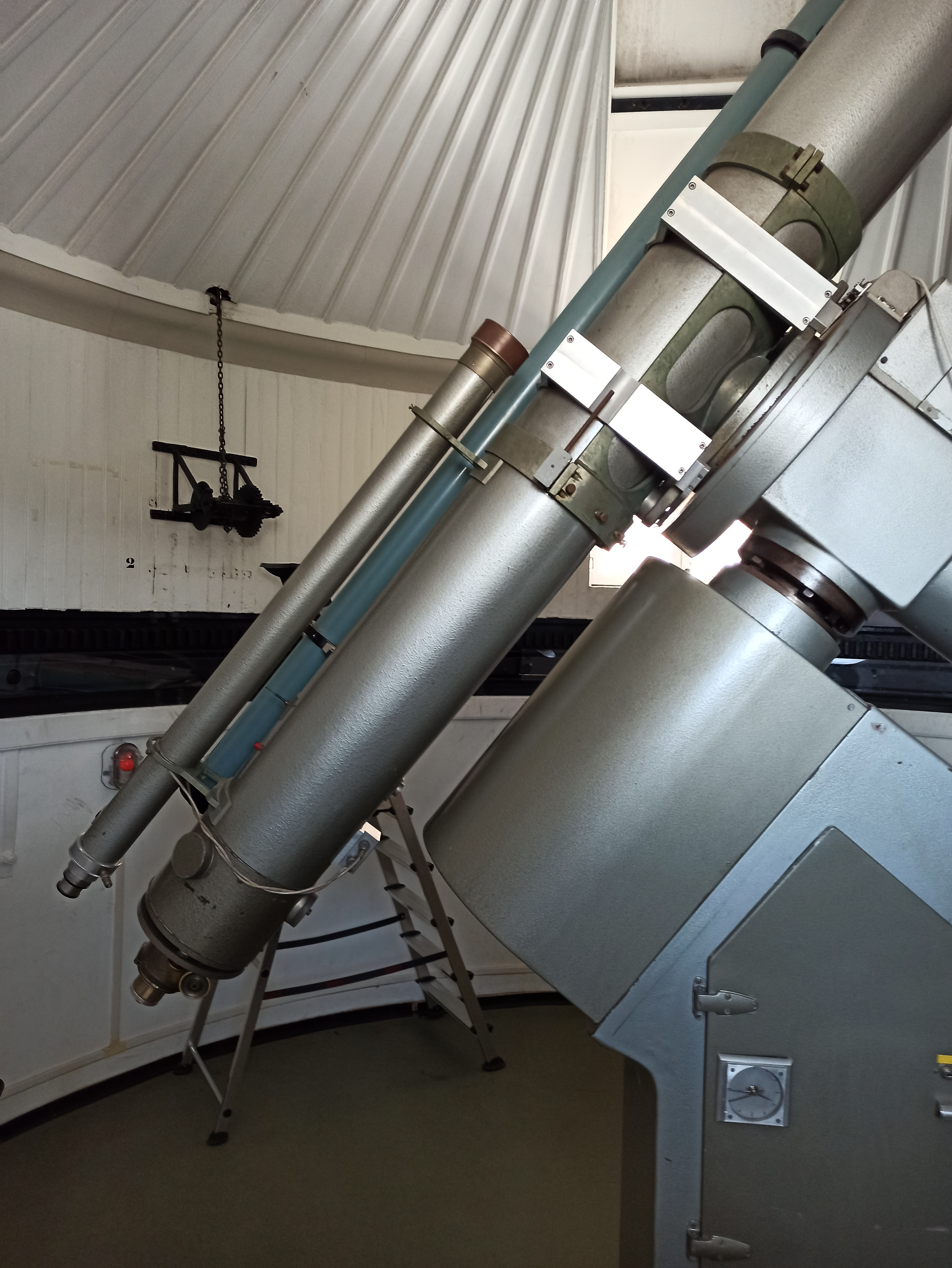
Merz-telescoop

De grootste telescoop van Sonnenborgh is de 26,1 cm Merz-telescoop. Deze telescoop is in 1863 gemaakt door de firma Steinheil. Het objectief is in 1888 vervangen door een objectief van de firma Merz.
Daarnaast is er een zonnespectrograaf uit 1918 die Minnaert in 1936 liet overkomen van het fysisch laboratorium.

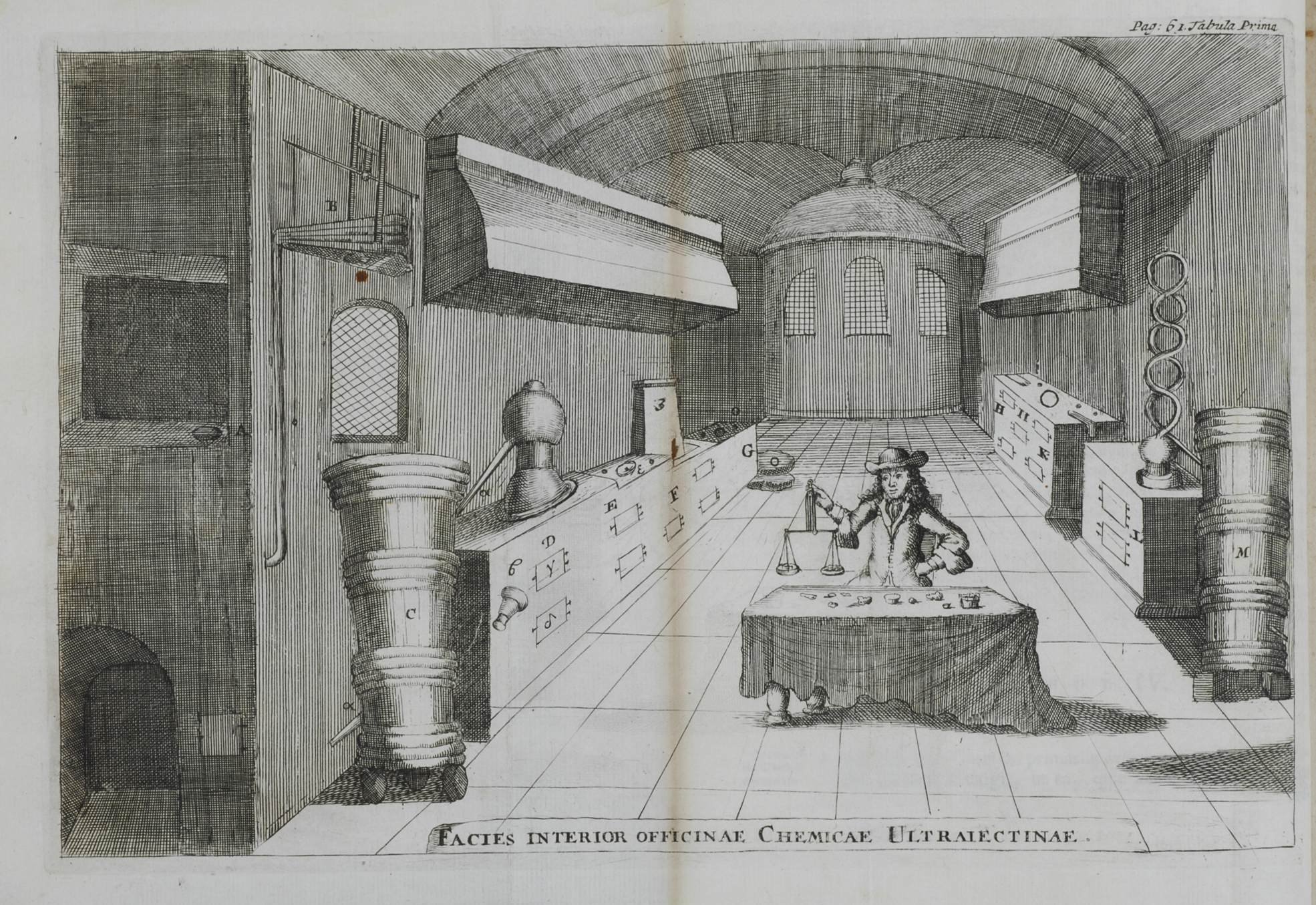
Het laboratorium van Barchusen in 1718

In 2001 werden tijdens restauratiewerkzaamheden de resten aangetroffen van het eerste chemisch laboratorium in Utrecht. Dit werd rond 1695 in dit bolwerk gevestigd en stond onder leiding van Johann Conrad Barchusen.
Sonnenborgh doet mee aan de Utrechtse Museumnacht en de Landelijke Sterrenkijkdagen.
Planetoïde (10962) Sonnenborgh is vernoemd naar het observatorium.

## Eerbetoon aan astronoom Kees de Jager
Ter gelegenheid van de honderdste verjaardag van astronoom Kees de Jager werd er op 29 april 2021 op de gevel van Sonnenborgh een plaquette onthuld.